# Alcofra
Alcofra é uma freguesia portuguesa do município de Vouzela, com 28,32 km² de área e 910 habitantes (censo de 2021) A sua densidade populacional é 32,1 hab./km²

## Demografia
Nota: No ano de 1864 pertencia ao concelho de Oliveira de Frades, tendo passado a pertencer ao atual concelho por decreto de 2 de novembro de 1871.
A população registada nos censos foi:
| Distribuição da População por Grupos Etários | Distribuição da População por Grupos Etários | Distribuição da População por Grupos Etários | Distribuição da População por Grupos Etários | Distribuição da População por Grupos Etários |
| -------------------------------------------- | -------------------------------------------- | -------------------------------------------- | -------------------------------------------- | -------------------------------------------- |
| Ano                                          | 0-14 Anos                                    | 15-24 Anos                                   | 25-64 Anos                                   | > 65 Anos                                    |
| 2001                                         | 164                                          | 169                                          | 563                                          | 306                                          |
| 2011                                         | 110                                          | 97                                           | 514                                          | 304                                          |
| 2021                                         | 89                                           | 78                                           | 417                                          | 326                                          |

## Origem do nome
Como o seu próprio topónimo deixa evidenciar, tem forte tradição árabe. Alcofra significa Al - terra e kafre - infiel. Ou seja "Terra Infiel". Esta designação orgulha o povo alcofrense, uma vez que significa que, para os muçulmanos, os alcofrenses eram infiéis, ou seja cristãos. Isto remete-nos logo para a ideia de que por muito que tentassem dominar/mudar o povo não cederia.

## Geografia
Situa-se na vertente ocidental da Serra do Caramulo. É composta pelas seguintes povoações: Abelheira, Cabeço, Cabo de Vila, Casais, Cimo de Vila, Coelhoso, Cortinhais, Couto, Coval, Espinho, Farves, Igreja, Malhada, MeãMeã, Meijão, Mouta, Nogueira, Novais, Outeiro, Ranhada, Rua, Sanfins, Vale de Ribelhe, e Viladra.
Tem uma geografia irregular com montes, vales, ladeiras, planaltos, colinas e outeiros. O seu ponto mais alto é o Monte Grelheiro, embora de um modo geral tenha forma de um vale. A freguesia é composta por rochas vulcânicas plutónicas (Granitos) quase na sua totalidade, pois a parte mais a Este é constituída por xisto. Uma curiosidade é que se nota a separação bem defendida entre a rocha plutónica (granito) e a rocha metamórfica (xisto), uma linha literalmente a separar as duas rochas, vestígio da "falha" pré-histórica aquando da formação desta região. É a freguesia mais alta do concelho chegando aos 1000m de altitude nos picos mais altos (Monte Grelheiro e Picoto). Possui um rio (Rio Alcofra) que se forma sensivelmente junto à Ponte Romana de São Pedro, resultado da junção de 2 cursos de água secundários: um que nasce no Vale da Nogueira e outro no Vale do Cavalo Branco, que então se juntam neste local.
É servida e atravessada por um importante eixo viário, a Estrada Nacional 333-2, que dá ligação à freguesia de Campia e também à (Estrada) Nacional 230.

## História
Alcofra é historicamente uma localidade muito antiga e anterior à própria nacionalidade. Foi Couto com carta passada e assinada por D. Afonso Henriques em 1134 e confirmada em 1146.
Em 1836 foi anexada ao concelho de São João do Monte. Mais tarde passou a fazer parte do concelho de Vouzela.

## Alcofrenses Ilustres
Alcofra é rica em personalidades históricas, destacando-se entre muitos, o Comendador Cid Loureiro, grande benemérito, havendo em sua memória um busto na freguesia.
Foi também aqui que nasceu Maria do Rosário de Oliveira e Soares Abreu que foi mãe do insigne António Egas Moniz.

## Património

### Património Cultural
- Festa da Nossa Senhora da Boa Morte em Espinho no 2º domingo de julho
- Festa da Nossa Senhora da Assunção no dia 15 de agosto
- Festa de São Pedro em Cimo da Portela no dia 29 de junho
- Festa de São Martinho em Viladra no dia 11 de Novembro
- Festa de Santa Eufémia no 3º domingo de setembro
- Festa de São Barnabé (no alto da Serra do Caramulo) no dia 11 de junho
- Feira Mensal no 1º domingo de cada mês.
- Festa de Nossa Senhora das Necessidades em Farves e Novais no  1º domingo de agosto

### Património Edificado
- Torre de Alcofra - construída no Século XIV, diz a lenda que tal torre possui um túnel que vai até ao Monte Grelheiro e que terá acoitado os soldados cristãos em luta com os mouros.
- Igreja Paroquial de Alcofra
- Ponte Romana do Castanheirinho - ponte construída durante o Império Romano juntamente com uma estrada, quase inexistente.
- Ponte Romana de São Pedro
- Moinhos de Alcofra
- Alminhas de Alcofra
- Capelas de Alcofra

### Paisagens e espaços naturais
A freguesia de Alcofra apresenta uma paisagem característica e majestosa: extensos espaços naturais, com uma densa floresta, alguns cursos de água e uma vista panorâmica, visto que a freguesia situa-se numa área com uma atitude significativa.
Existem duas zonas de lazer ribeirinhas  na freguesia de Alcofra, a Zona de Lazer (da Ponte) de São Pedro e a Zona de Lazer da Senra, ideais para se refrescar num dia de verão.
O Monte Grelheiro (ou Gralheiro, ou ainda Cabeço Grelheiro/Gralheiro) um dos pontos mais elevados da freguesia, com uma vista inigualável sobre a freguesia e a região em redor (povoações vizinhas e manto florestal envolvente, a Serra da Estrela, a Serra do Caramulo e a zona litoral do país (Aveiro) e em dias de boa visibilidade sobre o Oceano Atlântico).
O monte (ou cabeço) Castêlo que é o vizinho natural do Monte Grelheiro, localizado um pouco mais abaixo deste e ao seu lado. Lá existem vestígios de ruínas castrejas (povos celtas).